# امباگاسپیتیا
امباگاسپیتیا (به لاتین: Ambagaspitiya) یک منطقهٔ مسکونی در سری‌لانکا است که در استان مرکزی (سری‌لانکا) واقع شده‌است.